# Vieux han à Kosjerić
Le vieux han à Kosjerić (en serbe cyrillique : Стари хан у Косјерићу ; en serbe latin : Stari han u Kosjeriću) se trouve à Kosjerić (selo), dans municipalité de Kosjerić et dans le district de Zlatibor, en Serbie. Il est inscrit sur la liste des monuments culturels protégés du pays (identifiant no SK 480).

## Présentation

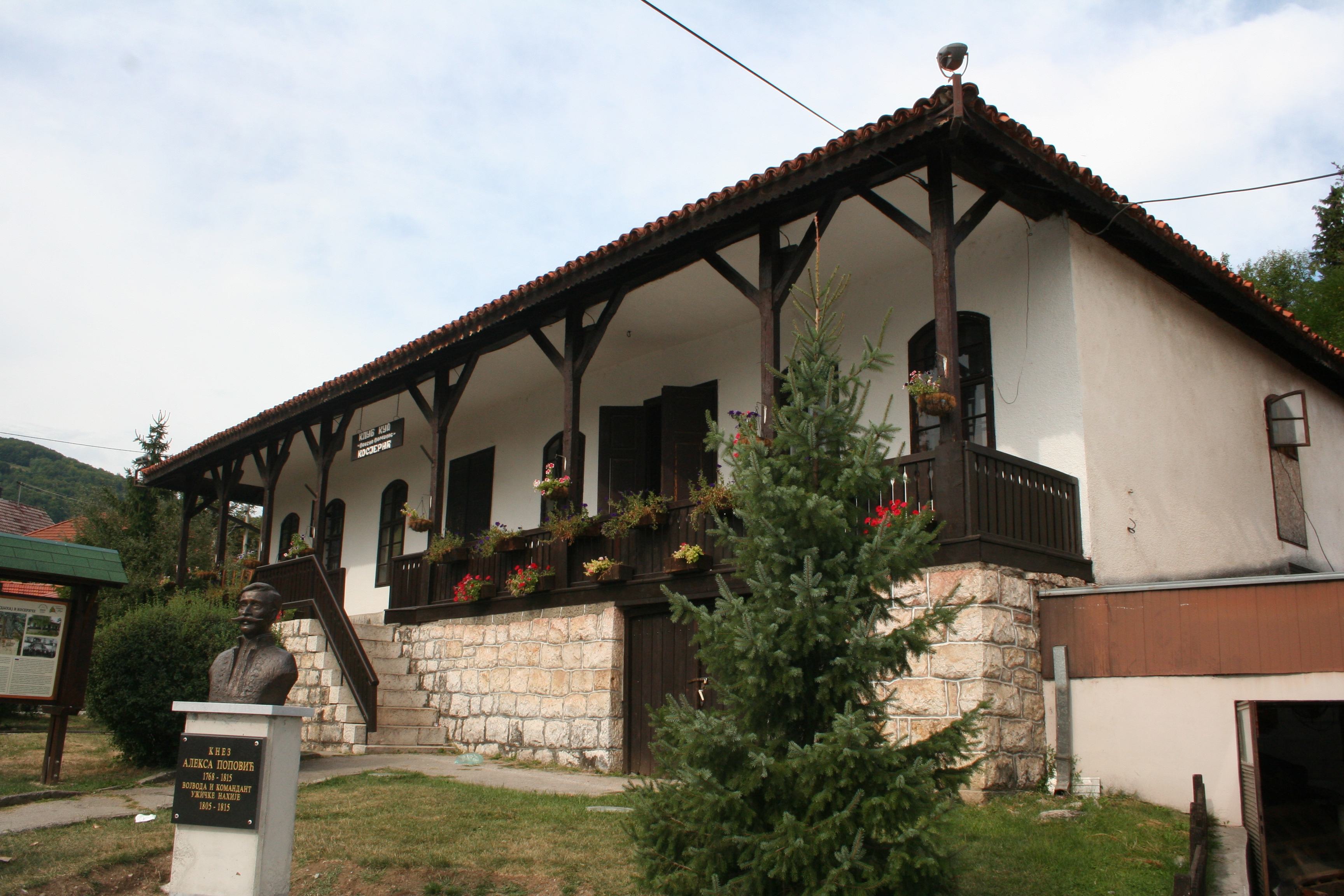
Autre vue du bâtiment.

Le han a été construit dans la première moitié du XIXe siècle ou en 1854 pour servir de halte aux voyageurs et leur permettre d'y passer la nuit. La construction du bâtiment a été initiée par Antonije Radojević, un descendant direct d'Antonije Kosjer, originaire de Kosijeri près de Cetinje, qui a donné son nom à la ville de « Kosjerić ».

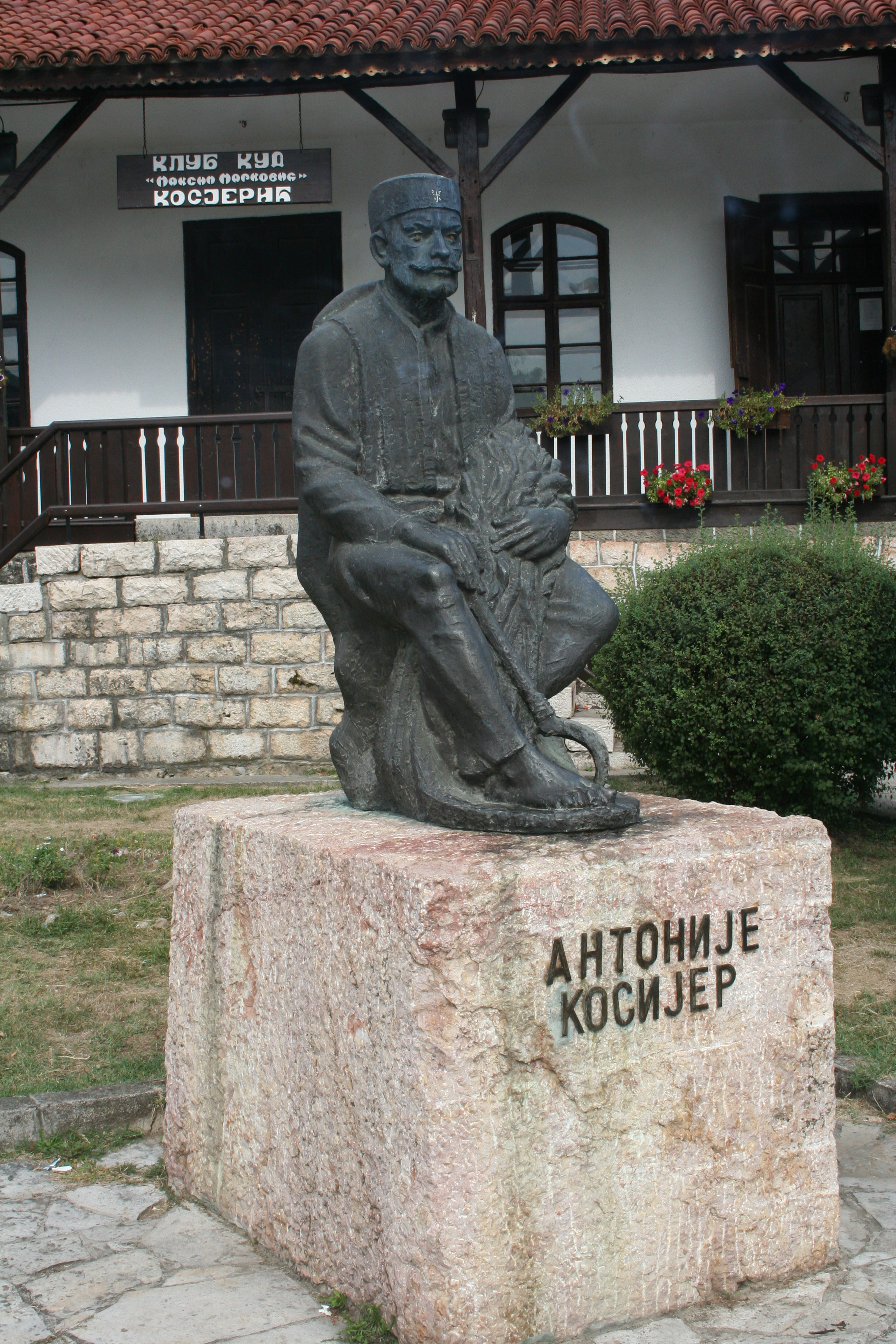
Statue d'Antonije Kosjer devant le han.

De plan rectangulaire, il se compose d'une cave et d'un rez-de-chaussée surélevé. Le sous-sol est constitué de blocs de pierre, tandis que la partie supérieure est constituée de colombages avec un remplissage en briques ; colombages et briques sont aujourd'hui plâtrés. Un vaste porche-galerie a été aménagé le long de la façade sur rue, accessible par un escalier à double volée ; ce porche-galerie est doté d'une rambarde basse en bois et la structure du toit est soutenue par des piliers en bois. Le toit à quatre pans était autrefois recouvert de bardeaux, aujourd'hui remplacés par des tuiles ; de grandes cheminées en briques peintes en blanc dominent le toit.

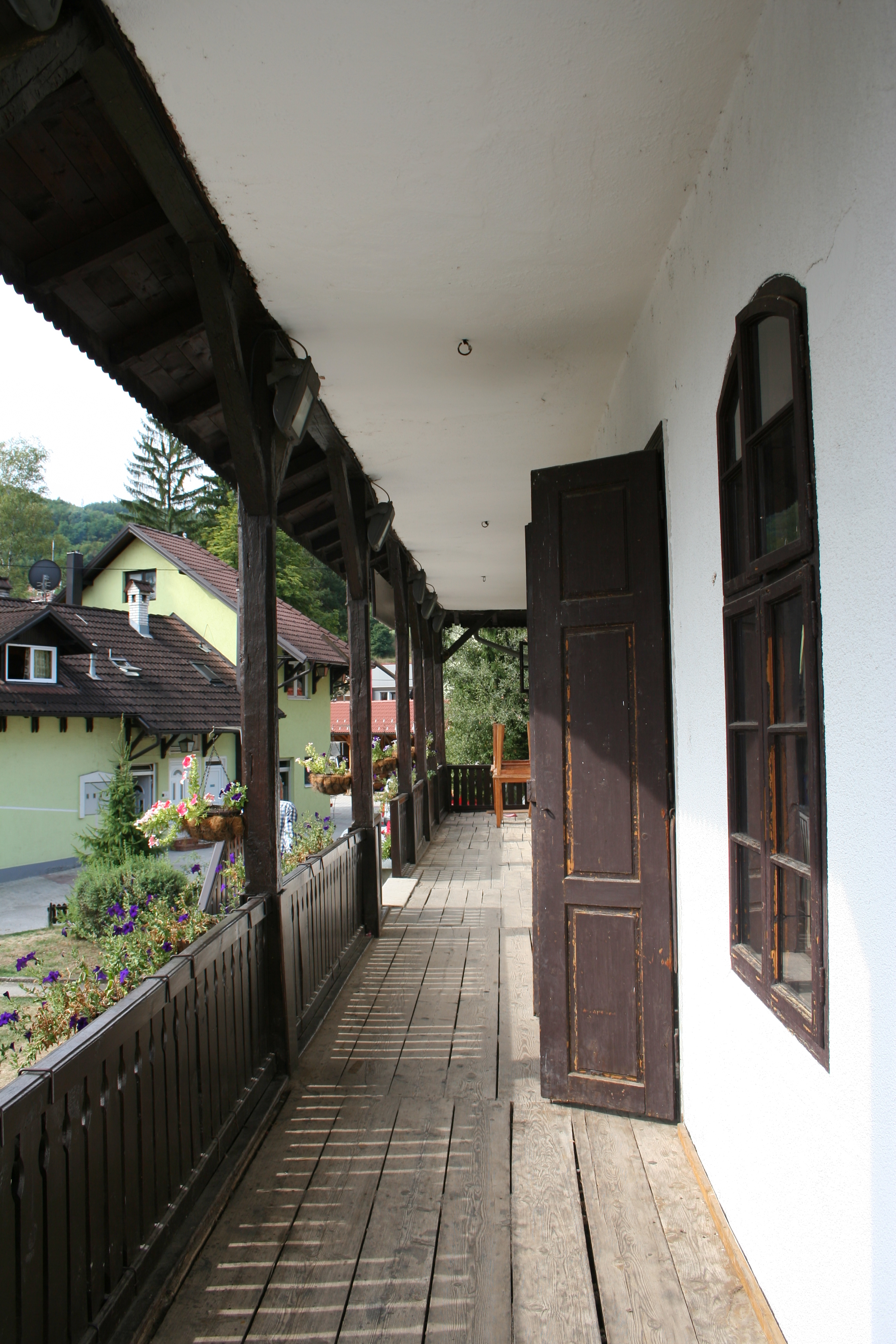
Détail du porche-galerie.

L'espace central de la partie supérieure est une ancienne taverne, divisée en deux par un mur aux arcades voûtées. En plus de la taverne, les éléments de cet étage étaient les chambres pour les nuitées des voyageurs ; elles sont aujourd'hui aménagées pour accueillir diverses associations et organisations non gouvernementales, comme le centre culturel Maksim Marković de la ville. Une exposition permanente sur l'histoire de Kosjerić y est installée. Le ministre du Commerce, du Tourisme et des Télécommunications Rasim Ljajić a inauguré le bâtiment rénové.
Le vieux han de Kosjerić a été déclaré monument culturel en 1949, comme l'un des rares bâtiments préservés de ce type en Serbie. En raison de son apparence authentique, il a servi de lieu de tournage pour le cinéma ou la télévision.